# Liz McClarnon
Elizabeth "Liz" Margaret McClarnon (Liverpool, 10 april 1981) is een Britse popzangeres.

## Biografie
McClarnon wilde na haar middelbare school rechten gaan studeren. Haar muziekleraar regelde echter een auditie met Andy McCluskey, die een meidenband wilde opzetten. In 1997 werd McClarnon een van de oorspronkelijke leden en medeschrijver van Atomic Kitten.
McClarnon was verloofd met haar schoolvriend Tommy Hibbs tot 2001. Nadat de band in 2004 uit elkaar ging, deed ze in 2005 modellenwerk, steunde ze een promotiecampagne om kinderen gezonder te laten eten en werkte ze aan een soloalbum.
McClarnon bracht haar eerste solosingle, een cover van Barbra Streisands "Woman In Love", begin 2006 uit. De videoclip toont McClarnon in een appartement in Manhattan, maar is in werkelijkheid gefilmd in Liverpool. Er werd een dubbele A-kant uitgebracht met Jackie Wilsons "I Get the Sweetest Feeling". De single behaalde de vijfde plaats in de Britse Top 40 en nr. 2 in Wales. Ook deed Liz in augustus-november 2006 mee aan het televisieprogramma Bump&Grind - een talentenjacht voor dansers - als jurylid. Winnaar Jade, zal in Liz' volgende muziekvideo te zien zijn.
Een volgende single werd o.a. uitgevoerd tijdens het Denby Dale Festival op 13 augustus 2006. In juli 2006 werd door Liz in Moskou bekendgemaakt dat haar volgende single 'Happy' zal heten. McClarnons soloalbum stond gepland voor 2007, maar is anno 2008 nog niet verschenen.
Liz McClarnon legt zich ook toe op 'haute cuisine' koken en werd in 2008 door het BBC-programma Masterchef uitgeroepen tot "Celebrity Masterchef Champion". Zij heeft aangekondigd een kookboek te zullen publiceren.
Sinds 2010 presenteert ze voor de BBC Hotter Than My Daughter waarin gelijkgeklede moeders en dochters in de metamorfose gaan.
Vanaf juli 2011 tot oktober 2011 heeft ze meegetourd in de Musical 'Legally Blonde' waarin ze de rol van Paulette op zich nam. Na de tour werd bekend dat ze eind 2011 en begin 2012 nog een aantal van deze shows mee zal doen.

## Discografie

### Albums
| Album met eventuele hitnotering(en) in de Nederlandse Album Top 100 | Datum van verschijnen | Datum van binnenkomst | Hoogste positie | Aantal weken | Opmerkingen                |
| ------------------------------------------------------------------- | --------------------- | --------------------- | --------------- | ------------ | -------------------------- |
| Solo                                                                |                       |                       |                 |              |                            |
| nog niet verschenen                                                 |                       |                       |                 |              |                            |
| Met Atomic Kitten                                                   |                       |                       |                 |              |                            |
| Right Now                                                           | 21-5-2000             |                       | 39              |              |                            |
| Right Now                                                           | 8-6-2001              |                       | 01              |              | Heruitgave met Jenny Frost |
| Feels So Good                                                       | 9-9-2002              |                       | 01              |              |                            |
| Atomic Kitten                                                       | 22-4-2002             |                       | nvt             |              | Alleen in de VS            |
| Ladies Night                                                        | 10-11-2003            |                       | 04              |              |                            |
| Greatest Hits                                                       | 5-4-2004              |                       | 01              |              |                            |
| The Collection                                                      | 2-5-2005              |                       | nvt             |              | Alleen in GB               |

### Singles
| Single met eventuele hitnotering(en) in de Nederlandse Top 40 | Datum van verschijnen | Datum van binnenkomst | Hoogste positie | Aantal weken | Opmerkingen    |
| ------------------------------------------------------------- | --------------------- | --------------------- | --------------- | ------------ | -------------- |
| Solo                                                          |                       |                       |                 |              |                |
| "Woman In Love"                                               | 14/2/2006             |                       | -               |              |                |
| Met Atomic Kitten                                             |                       |                       |                 |              |                |
| "Right Now"                                                   | 29/11/1999            |                       |                 |              | Niet in NL     |
| "See Ya"                                                      | 27/3/2000             |                       |                 |              | Niet in NL     |
| "Cradle"                                                      | 2000                  |                       |                 |              | Alleen in Azië |
| "I Want Your Love"                                            | 3/7/2000              |                       |                 |              | Niet in NL     |
| "Follow Me"                                                   | 9/10/2000             |                       |                 |              | Niet in NL     |
| "Whole Again"                                                 | 29/1/2001(1)          | 1/4/2001              | 1               | 19           |                |
| "Eternal Flame"                                               | 23/7/2001             | 11/8/2001             | 9               | 9            |                |
| "You Are"                                                     | 26/11/2001            | 9/12/2001             | 31              | 4            |                |
| "It's OK!"                                                    | 10/7/2002             | 31/5/2002             | 21              | 6            |                |
| "The Tide Is High (Get the Feeling)"                          | 16/9/2002             | 27/8/2002             | 3               | 17           |                |
| "The Last Goodbye"                                            | 25/12/2002            | 13/12/2002            | 13              | 9            |                |
| "Be with You"                                                 | 24/2/2003             | 21/3/2003             | 27              | 5            |                |
| "Love Doesn't Have to Hurt"                                   | 31/3/2003             |                       | tip             |              |                |
| "If You Come to Me"                                           | 27/9/2003             | 7/11/2003             | 15              | 6            |                |
| "Ladies Night (feat. Kool & The Gang)"                        | 26/1/2004             | 28/1/2004             | 15              | 4            |                |
| "Someone Like Me/Right Now 2004"                              | 29/3/2004             |                       | nvt             |              | Alleen in GB   |
| "Cradle 2005"                                                 | 14/2/2005             |                       | nvt             |              | Alleen in GB   |
| "All Together Now"                                            | 16/6/2006             |                       | onb             |              | FIFA World Cup |

(1) Verschijningsdatums zijn de Britse data. Waarschijnlijk later in Nederland uitgebracht.